# Nikola Pokrivač
Nikola Pokrivač (født 26. november 1985 i Čakovec, Jugoslavien, død 18. april 2025 i Karlovac, Kroatien) var en kroatisk fodboldspiller, der spillede som defensiv midtbanespiller. I 2013 kom han til den kroatiske klub HNK Rijeka fra Dinamo Zagreb i Kroatien. Inden da havde han spillet for de kroatiske klubber Dinamo Zagreb og Varteks Varaždin samt for AS Monaco i Frankrig og Red Bull Salzburg i Østrig.
Om aftenen den 18. april 2025 døde Pokrivač i en trafikulykke nær byen Karlovac, der involverede fire biler. En anden person mistede livet, mens tre andre blev indlagt med alvorlige kvæstelser.

## Landshold
Pokrivač nåede i sin tid som landsholdspiller at spille 15 kampe for Kroatiens landshold, som han debuterede for den 24. maj 2008 i et opgør mod Moldova. Umiddelbart efter blev han udtaget til den kroatiske trup til EM i 2008.